# Ramblin' Tommy Scott
Ramblin' Tommy Scott, ook wel Doc Tommy Scott (nabij Toccoa, 24 juni 1917 – Toccoa, 30 september 2013), was een Amerikaans country- en rockabillymusicus en entertainer. Hij was de laatste die tot in de jaren negentig de traditionele medicine shows opvoerde.

## Biografie
Scott werd net buiten Toccoa in Georgia geboren en groeide op een boerderij op in het nabij gelegen gehucht Eastanollee. Hier leerde op jonge leeftijd gitaar en pianospelen. Nog een jongeling, werkte hij sinds 1930 voor verschillende radiostations en was hij onder meer geregeld te horen in het countryprogramma Wheeling Jamboree. In 1931 formeerde hij de Georgia Peanut Band en  acteerde hij in de rol van Peanut als blackface minstrel.
Terwijl hij nog een tiener was, sloot hij zich in de jaren dertig aan bij de medicine show van Doc. M. F. Chamberlain, als zanger, gitarist, buikspreker en blackface minstrel; de zwarte schmink liet hij later weg. Daarbij was hij standwerker voor Chamberlains laxeermiddel Herb-O-Lac. Toen Chamberlain in 1936 stoptte, nam Scott de show van hem over inclusief de formule van de Herb-O-Lac.
Daarnaast trad hij in 1939 op in de Original Kentucky Partners van Charlie Monroe, de broer van de grondlegger van de bluegrass, Bill Monroe. Aan het eind van de jaren dertig voerde hij samen met Curly Sechler komedies op als Ramblin' Scotty & Smilin' Bill. Sindsdien draagt hij de bijnaam Ramblin'. Hij vermarktte in deze tijd rond tienduizend flessen van zijn medicijn per week. Na een geschil vertrok hij naar de radiozender WHAS in Louisville waar hij zijn eigen Herb-O-Lac weer aan de man bracht.
In 1941 stond hij in de countrytempel Grand Ole Opry op The Nashville Network (TNN), als zanger, komiek en als buikspreker met de pop Luke McLuke. In de jaren veertig hield hij verschillende tournees in het gehele land en in Canada. Daarnaast was hij op verschillende radiostations te horen, waaronder in 1945 met zesentwintig uitzendingen van een half uur voor het netwerk van de American Tobacco Company. Verder acteerde hij nog in een B-western en was hij te zien in verschillende kortdurende musicals.
Terwijl radiozenders steeds minder tijd besteedden aan shows en er ook voor Scott minder uitzendingen waren, voerde hij het aantal medicine shows op en deed hij plaatsen aan in zowel de VS als Canada. In zijn shows voerde zijn vrouw Frankie goocheltrucs uit en deed verder zijn dochter mee. Ook leerden aankomende artiesten er het vak en deden bekende artiesten gastoptredens in zijn shows. Onder de naam Doc Scott's Last Real Old Time Medicine Show voerde hij de medicine shows uiteindelijk als laatste van allemaal op. In 1987 werd hij opgenomen in de Atlanta Country Music Hall of Fame.
Hij hield er in de jaren negentig mee op toen zijn vrouw ziek werd en hij voor haar wilde zorgen. Zij overleed in 2004 op 64-jarige leeftijd. Zelf werd hij 96 jaar oud en overleed in Toccoa op 30 september 2013.
- Bibliothèque nationale de France: cb16970213w (data)
- Gemeinsame Normdatei: 134518233
- International Standard Name Identifier: 0000 0000 5204 679X
- Library of Congress Control Number: no97036249
- MusicBrainz: 745f4504-508e-46da-bb02-43d433d9d33f
- SNAC: w63t9g07
- Virtual International Authority File: 2072033
- WorldCat: E39PBJh8H8JX8Y7RQBGY98mjmd